# هریستون (ایلینوی)
هریستون (به انگلیسی: Harristown) یک منطقهٔ مسکونی در ایالات متحده آمریکا است که در ایلینوی واقع شده‌است. هریستون ۴٫۷۸ کیلومتر مربع مساحت و ۱٬۳۶۷ نفر جمعیت دارد و ۲۰۴٫۸۳ متر بالاتر از سطح دریا واقع شده‌است.